# Ruellia exostemma
Ruellia exostemma är en akantusväxtart som beskrevs av Gustav Lindau. Ruellia exostemma ingår i släktet Ruellia och familjen akantusväxter. Inga underarter finns listade i Catalogue of Life.